# Allothele
Allothele is een geslacht van spinnen uit de familie Euagridae.

## Soorten
De volgende soorten zijn bij het geslacht ingedeeld:
- Allothele australis (Purcell, 1903)
- Allothele caffer (Pocock, 1902)
- Allothele malawi Coyle, 1984
- Allothele regnardi (Benoit, 1964)
- Allothele teretis Tucker, 1920